# Otto Eberlein
Otto Heinrich Ernst Carl Eberlein (* 19. März 1827 in Göttingen; † 13. Oktober 1896 ebenda) war ein deutscher Maler, Illustrator und Zeichenlehrer.

## Leben
Otto Eberlein war ein Sohn des Malers und Universitäts-Zeichenmeisters Wilhelm Eberlein (1784–1845) und dessen Ehefrau Wilhelmine Grape. Sein Urgroßvater war der herzoglich-braunschweigische Galerieinspektor auf Schloss Salzdahlum, Christian Nikolaus Eberlein. Dessen ältester Sohn, der Maler Christian Eberhard Eberlein, war sein Großvater. Ein Onkel war der Maler Johann Christian Eberlein. 
Ab 1837 besuchte Otto Eberlein das Göttinger Gymnasium, das er ohne Abitur verließ. Von seinem Vater und seinem Onkel, dem Kupferstecher und Maler Heinrich Grape (1798–1874), einem Sohn des Kupferstechers Heinrich Christoph Grape, wurde er im Zeichnen und Malern unterrichtet. Eine besonders fundierte Ausbildung erhielt er durch Carl Oesterley senior, den Sohn des Göttinger Universitäts-Inspektors Georg Heinrich Oesterley.
Unter Vorlage von Zeugnissen Oesterleys bewarb sich Otto Eberlein nach dem Tod seines Vaters (1845) auf dessen Stelle als Zeichenlehrer der Georg-August-Universität Göttingen, doch bekam den Posten sein Onkel Heinrich, der sich gleichfalls beworben hatte. Otto Eberlein erhielt jedoch im April 1845 provisorisch die Stelle eines Zeichenlehrers am Gymnasium, wo sein Vater ebenfalls unterrichtet hatte. Diese provisorische Position wurde ihm bis 1851 immer wieder übertragen. In der Folgezeit übernahm Otto Eberlein zusätzlich noch den Zeichenunterricht an einer Höheren Mädchenschule in Göttingen.

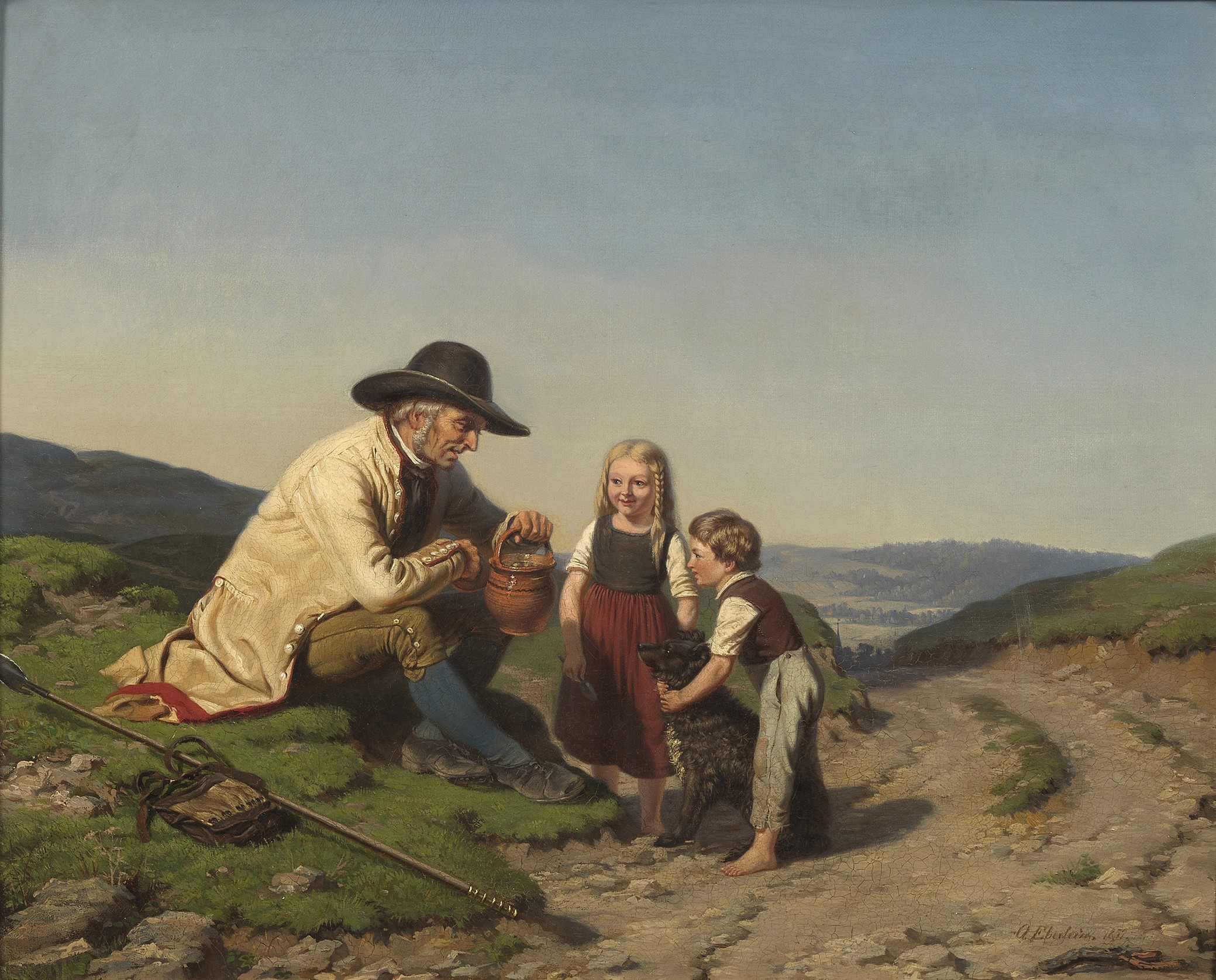
Mittägliche Rast, 1857

Dank eines Stipendiums des Unterrichtsministeriums des Königreichs Hannover konnte er 1850/1851 für ein halbes Jahr an der Kunstakademie Düsseldorf Malerei studieren. Dort besuchte er die Malklasse des Historienmalers Theodor Hildebrandt. In dieser Zeit freundete er sich mit den Malern Ludwig Knaus und Otto Knille an. 1853 besuchte er erneut die Düsseldorfer Akademie.
Am 17. Juli 1854 heiratete er in Göttingen Amelie Hoyer (1826–1887), die Tochter eines Industrieschullehrers. Mit ihr hatte er vier Kinder. Kurz vor seiner Heirat, am 19. Juni 1854, hatte er eine endgültige Anstellung als Zeichenlehrer für den Unterricht am Gymnasium und an der Realschule erhalten. Zu seinem 50-jährigen Dienstjubiläum am 30. März 1895 wurde er mit dem preußischen Kronen-Orden 4. Klasse ausgezeichnet.  
Neben seinem Hauptberuf als Zeichenlehrer schuf Eberlein hauptsächlich Genre- und Landschaftsgemälde sowie Jagdstücke. Auch schuf er Illustrationen für Bücher. In der Zeitschrift Die Gartenlaube erschienen Illustrationen nach seinen Gemälden.